# Malacoctenus brunoi
Malacoctenus brunoi är en fiskart som beskrevs av Guimarães, Nunan och Gasparini 2010. Malacoctenus brunoi ingår i släktet Malacoctenus och familjen Labrisomidae. Inga underarter finns listade i Catalogue of Life.